# Conseil en environnement
Le conseil en environnement, ou conseil environnemental est une activité économique consistant à délivrer des conseils aux organisations publiques ou privées afin de les accompagner dans la mise en place d'un projet environnemental.
En France et en Allemagne, l'essor de l'activité a commencé depuis les années 1980.